# Фоњано (Пистоја)
Фоњано је насеље у Италији у округу Пистоја, региону Тоскана.
Према процени из 2011. у насељу је живело 919 становника. Насеље се налази на надморској висини од 157 м.